# Ma Se-geon
Ma Se-geon (koreanisch 마세건; * 24. Januar 1994 in Busan) ist ein südkoreanischer Degenfechter.

## Erfolge
Ma Se-geon gab 2015 beim Weltcup in Bern sein internationales Debüt. Bei den 2021 ausgetragenen Olympischen Spielen 2020 in Tokio war Ma für zwei Wettbewerbe qualifiziert. Im Einzelwettbewerb schied er bereits in der ersten Runde gegen den Kirgisen Roman Petrov mit 7:15 aus. In der Mannschaftskonkurrenz bildete Ma mit Park Sang-young, Kweon Young-jun und Song Jae-ho ein Team. Mit 44:39 setzten sie sich in der Auftaktrunde gegen die Schweizer Équipe durch, ehe gegen Japan im Halbfinale mit 38:45 eine Niederlage folgte. Im Duell um die Bronzemedaille trafen die Südkoreaner auf die chinesische Mannschaft und wurden dank eines 45:42-Erfolges schließlich Dritter. Bei den 2023 ausgetragenen Asienspielen 2022 in Hangzhou gewann er mit der Mannschaft die Bronzemedaille.